# 品田裕介
品田 裕介（しなだ ゆうすけ、1988年9月22日 - ）は、日本の俳優、劇作家、演出家、映画監督。東京都出身。演劇ユニットUMBRELLA所属。

## 人物・略歴
東京都立府中東高等学校を中退後、写劇団高田倶楽部に入団、高田拓土彦に師事。
在団中にコントユニット「NAKANZUKU-Contemporary」を結成し、三鷹市の公共施設でコント公演や映画制作などを行う。
その後劇団を退団し、2011年に演劇ユニットUMBRELLAを創立。以降、全ての作品の作・演出を担当。
2013年、2014年には中央学院高等学校の芸術鑑賞会にて特別公演を行う。
2014年には、三鷹市の市民ボランティアを起用した映画「案山子」を監督し、上映会後も第６回三鷹コミュニティシネマ映画祭などで上映された。
また、映画や広告映像などの作品においては、プロデューサー、プロダクションマネージャー、美術、助監督などの活動もしている。

## 出演

### 映画
- 「あの遠い夏の日があった」（監督：高田拓土彦、2007年）
- 「罪と罰」（監督：高田拓土彦 / 製作総指揮：ガッツ石松、2011年）
- 「ムンクの叫び」（監督：葉山陽一郎、2012年）
- 「瞳をとじて」（監督：葉山陽一郎、2013年）
- 「さよなら渓谷」（監督：大森立嗣、2013年）
- 「サル・ウインドウピリオド」（監督：葉山陽一郎、2014年）
- 「白ゆき姫殺人事件」（監督：中村義洋、2014年）
- 「予告犯」（監督：中村義洋、2015年）
- 「ドッジボールの真理 code01 伝説のレッドブルマー」（監督：葉山陽一郎、2016年）
- 「ろくでなし」（監督：奥田庸介、2017年）

### 舞台
- 「あの遠い夏の日があった」（演出：高田拓土彦、2006年）
- 「ザ ジャパニーズ ライセンス」（演出：高田拓土彦、2008年）
- 「しあわせになろうね」（演出：高田拓土彦、2009年）
- 「ひめち」（演出：川口圭子、2010年）
- 「かもめ〜愛を紡ぐ人〜」（演出：高田拓土彦、2010年）
- 「二月のディナー」（演出：玉野井直樹、2010年）
- 「さくら荘」（2011年） - 作・演出・出演
- 「BLUFF」（2011年） - 作・演出・出演
- 「心の旅路〜大桜剣劇団より〜」（演出：松熊信義、2011年）
- 「TPO」（演出：小川賢勝、2012年）
- 「峠の物語〜いつも心に山があった〜」（演出：川口圭子、2012年）
- 「いつになっても」（2012年） - 作・演出・出演
- 「よるの景色」（2012年） - 作・演出・出演
- 「歩く夜汽車」（2013年） - 作・演出・出演
- 「メゾン・ド・ハイツ」（2013年） - 作・演出・出演
- 「茹でたセロリと透明な先客」（2014年） - 作・演出・出演
- 「ブリックの住む森」（2014年） - 作・演出・出演
- 「皿の上の林檎」（2015年） - 作・演出・出演
- 「路地裏で泣く」（2016年） - 作・演出・出演
- 「HOTEL死界覚」（演出：島根さだよし、2017年）
- 「ケルベロスの棲む街」（演出：藤木靖之、2017年）- 作・出演
- 「反魂香」（演出：阿南ヨウ、2018年）
- 「長夜」（2019年）- 作・演出・出演
- 「塞いで蓋して」(2020年) - 作・出演

### ネットドラマ
- 「ラスト・ハネムーン」（監督：上原英範、2016年）

### 監督・脚本作

#### 舞台
・「響け、」 - 脚本（2019年）

#### 自主制作映画
- 「シャッターを切るまで」 - 監督・脚本
- 「ホーミングピーコック」 - 監督・脚本
- 「案山子」 - 監督・脚本
- 「パラレルワールド・シアター」 - 舞台監督・舞台美術（監督：堤真矢）

#### ラジオドラマ
- 「藤田由美子とUMBRELLAのドラマシアター」 - 演出・脚本

#### MV
- 中村中「同級生」共同監督